# Stefan Vogenauer
Stefan Vogenauer (* 4. August 1968 in Eutin) ist ein deutscher Jurist und Direktor am Max-Planck-Instituts für Rechtsgeschichte und Rechtstheorie in Frankfurt am Main.

## Leben und Wirken
Nach dem Abitur in Eutin studierte Vogenauer mit einem Stipendium des Cusanuswerks Rechtswissenschaft an der Christian-Albrechts-Universität zu Kiel, Universität Panthéon-Assas und Universität Paris V. Während seiner Zeit in Kiel war er studentische Hilfskraft bei Hans Hattenhauer. Im Jahre 1994 legte er das erste Staatsexamen ab. Anschließend studierte er mit einem Stipendium des Deutschen Akademischen Austauschdienstes am Trinity College an der University of Oxford. Dort erlangte er den akademischen Grad eines Magister Juris. 1995 nahm Vogenauer mithilfe eines Stipendiums des Cusanuswerks ein Promotionsstudium an der Universität Regensburg auf. Von 1997 bis 2002 war er wissenschaftlicher Mitarbeiter bei Reinhard Zimmermann in Regensburg. Im Jahre 2000 legte er nach seinem Referendariat ebendort sein zweites Staatsexamen ab. Von 2002 bis 2003 war er Senior Research Fellow am Max-Planck-Institut für ausländisches und internationales Privatrecht. Zugleich war er bis 2004 Lehrbeauftragter an der Bucerius Law School. 2003 nahm Vogenauer einen Ruf der University of Oxford an und wurde Professor für Comparative Law und Fellow am Brasenose College. 2004 wurde Vogenauer Direktor des Institute of European and Comparative Law in Oxford. Zudem war er Gastprofessor an der Louisiana State University, University of Texas at Austin, Universität Melbourne, New York University und Universität Stellenbosch. Vogenauer ist Wissenschaftliches Mitglied der Max-Planck-Gesellschaft und seit Oktober 2015 Direktor am Max-Planck-Institut für europäische Rechtsgeschichte.
Für sein Studium an der University of Oxford erhielt er den Clifford Chance Prize und den Herbert Hart Prize. 2002 erhielt er zum einen den Max-Weber-Preis und zum anderen die Otto-Hahn-Medaille. 2012 erhielt Vogenauer außerdem den Humboldt-Forschungspreis. 2016 wurde er in die Akademie der Wissenschaften und der Literatur Mainz gewählt, 2021 zum auswärtigen Mitglied der British Academy.
Vogenauer forscht vor allem in der Rechtsvergleichung, in der Europäischen Rechtsgeschichte, im transnationalen Handelsrecht und in der Methodenlehre. Weitere aktuelle Forschungsschwerpunkte sind der Rechtstransfer zwischen den Rechtsordnungen des Common Law und die Rechtsgeschichte der Europäischen Union.
Stefan Vogenauer ist Vorsitzender des Netzwerks „Max Planck Law“, das die Kooperation zwischen den Doktorandinnen und Doktoranden und Postdoktoranden der rechtswissenschaftlichen Max-Planck-Institute fördert sowie Austauschprogramme und Veranstaltungen zu Fachthemen und zur Karriereentwicklung anbietet.

## Veröffentlichungen (Auswahl)
- Die Auslegung von Gesetzen in England und auf dem Kontinent. Eine vergleichende Untersuchung der Rechtsprechung und ihrer historischen Grundlagen, 2 Bände, Mohr Siebeck, Tübingen 2001, ISBN 978-3-16-147605-1 (= Beiträge zum ausländischen und internationalen Privatrecht. Band 72).
- mit Henk Snijders: Content and Meaning of National Law in the Context of Transnational Law, sellier european law publishers, München 2009, ISBN 978-3-86653-874-0.
- mit Volker Triebel, Martin Illmer, Wolf-Georg Ringe, Katja Ziegler: Englisches Handels- und Wirtschaftsrecht. 3. Auflage, Fachmedien Recht und Wirtschaft, Frankfurt am Main 2016.
- mit Volker Triebel: Englisch als Vertragssprache. Fallstricke und Fehlerquellen. Beck, München 2018, ISBN 978-3-406-64165-7.